# Ketóza

Strukturní vzorec ketolátky β-hydroxybutyrátu

Jako ketóza se v biologii označuje stav organismu charakterizovaný zvýšenými hladinami ketolátek v krvi. Důvodem vzniku stavu je proces ketogeneze. Ketolátky se tvoří v játrech v situaci, kdy poklesnou zásoby glykogenu. Ketolátky acetacetát a β-hydroxybutyrát jsou organismem využívány jako zdroj energie.